# Robbie Kempson
 Robert Bruce Kempson, né le 23 février 1974 à Queenstown (Afrique du Sud), est un ancien joueur de rugby à XV sud-africain qui a joué avec l'équipe d'Afrique du Sud, et en club il évoluait avec les Sharks puis sous les couleurs des Stormers, une franchise de rugby à XV d'Afrique du Sud basée au Cap, principalement constituée de la province sud-africaine de Currie Cup de la Western Province. Il évoluait au poste de pilier (1,82 m et 104 kg).

## Carrière

### En club
- Sharks et Natal (Afrique du Sud)
- Stormers et Western Province (Afrique du Sud)

Il disputait le Super 12.

### En équipe nationale
Il a effectué son premier test match avec les Springboks le 20 juin 1998 à l’occasion d’un match contre l'équipe d'Irlande. Il joue le dernier le 2 août 2003.

## Palmarès

### En club
- 61 matchs de Super 12/14

### Avec les Springboks
- 37 sélections
- 1 essai
- 5 points
- Sélections par saison : 11 en 1998, 3 en 1999, 11 en 2000, 6 en 2001, 6 en 2003
- Victoire dans le Tri-nations 1998.